# جیمی مک‌هیو
جیمز فرانسیس مک‌هیو (انگلیسی: James Francis McHugh؛ ‏ ۱۰ ژوئیه ۱۸۹۴–۲۳ مه ۱۹۶۹) ترانه‌سرا، موسیقی‌دان و آهنگساز اهل ایالات متحده آمریکا بود.
از فیلم‌هایی که وی در آن‌ها نقش داشته‌است، می‌توان به تا زمانی که ابرها کنار بروند اشاره نمود.